# 1159
| 1159               |
| ------------------ |
| Dødsfald - Fødsler |
|                    |

| Gregoriansk kalender | 1159 MCLIX              |
| Ab urbe condita      | 1912                    |
| Armensk kalender     | 608 ԹՎ ՈԸ               |
| Kinesiske kalender   | 3855 – 3856 戊寅 – 己卯 |
| Etiopisk kalender    | 1151 – 1152             |
| Jødisk kalender      | 4919 – 4920             |
| Hindukalendere       |                         |
| - Vikram Samvat      | 1214 – 1215             |
| - Shaka Samvat       | 1081 – 1082             |
| - Kali Yuga          | 4260 – 4261             |
| Iransk kalender      | 537 – 538               |
| Islamisk kalender    | 554 – 555               |

Konge i Danmark: Valdemar den Store enekonge fra 1157-1182
Se også 1159 (tal)

## Begivenheder
- Pave Alexander 3. udråbes til pave
- Frederik Barbarossa udråber en modpave, Viktor IV

## Dødsfald
- Pave Hadrian IV